# Au Wi-Fi SPOT

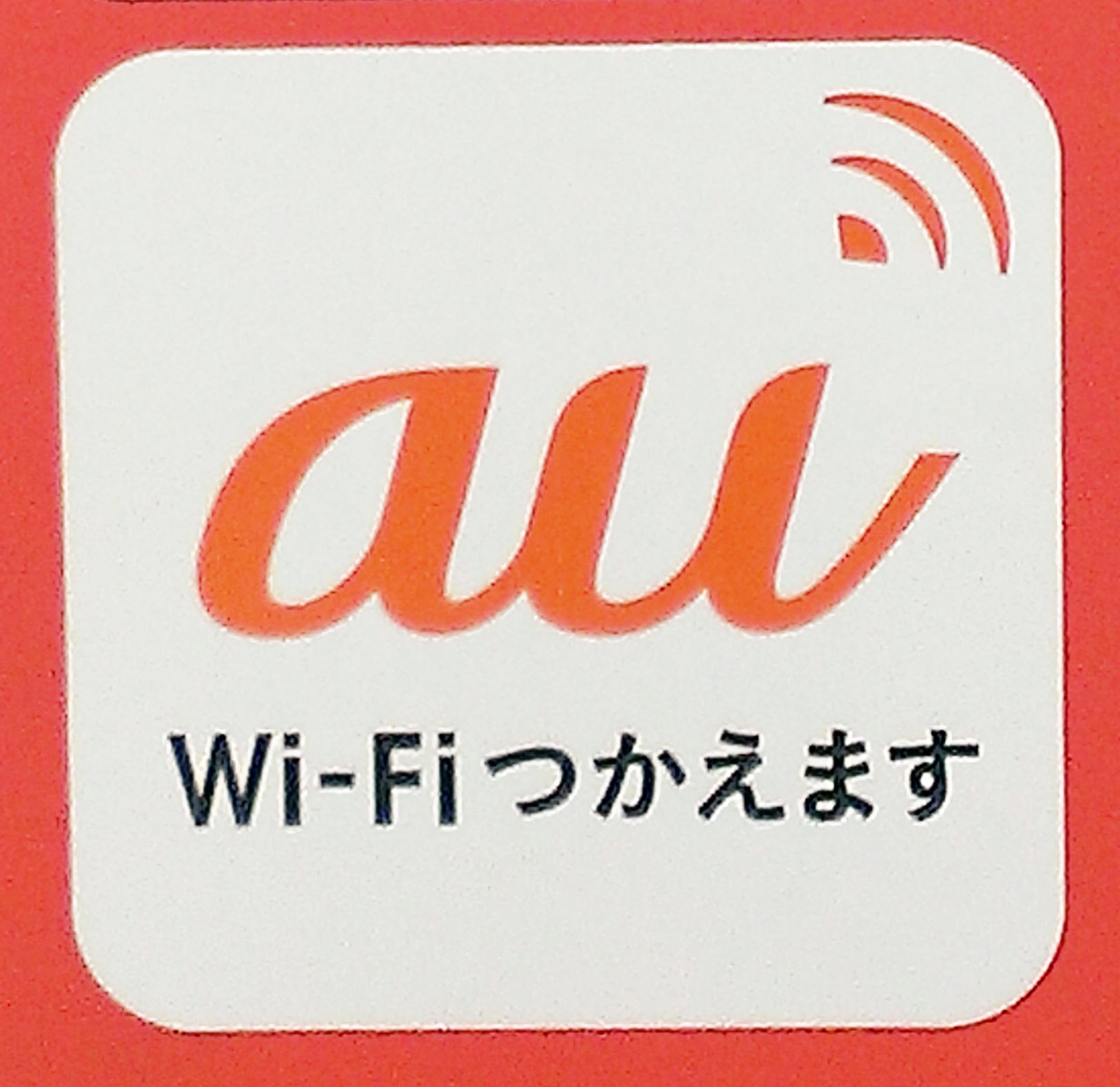
au Wi-Fi SPOTが利用できるところの表示
（新ロゴ）

au Wi-Fi SPOT（エーユーワイファイスポット）とは、auブランドを展開するKDDIの子会社であるワイヤ・アンド・ワイヤレスが提供する公衆無線LANサービスの名称である。

## 概要
ワイヤ・アンド・ワイヤレスがauの利用者向けに提供する公衆無線LANサービスであり、指定のデータ定額サービスの契約者のみ利用可能である。利用料金はスマートフォンなど契約端末の利用は一部を除き無料で、コンピュータなど契約外端末で利用する場合は「Wi2 300 for auマルチデバイスサービス」プランの契約が必要で、利用料金は契約のデータ定額サービスによって異なり、無料で利用可能な場合と月額300円で利用可能な場合がある。2020年9月まで、au指定のデータ定額サービスやau回線の契約がない場合利用できなかったが、現在はau Wi-Fiアクセスで利用できる。
iPhoneはauで発売当初はau Wi-Fi SPOTに対応しておらず、公衆無線LANお試しキャンペーンとして2012年3月末までワイヤ・アンド・ワイヤレスが提供するWi-Fiスクエアを利用できた。au Wi-Fi SPOTは2011年12月20日から対応し、上記契約している場合は引き続き2012年3月末以降もWi-Fiスクエア、UQ Wi-Fi及びau Wi-Fi SPOT対応アクセスポイントで利用が可能である。iPhoneなどのiOS ８以前の機器ではSSIDが「au_Wi-Fi」のものには対応しておらず、それ以外のSSIDでの利用となっていたが、iOS 9から対応している。
SSIDが「au_Wi-Fi2」のものはWPA2-EAP (802.1x/EAP-AKA) 方式とで、従来より接続時間が短縮され、高セキュリティである。
2012年3月1日 - 2016年1月31日はauのスマートフォン以外の一部を除くWi-Fi対応機器でも利用可能で、対象のauスマートフォン1台の他に最大1台までとなっていた。2016年2月1日からは「Wi2 300 for auマルチデバイスサービス」で利用可能である。
2016年1月31日までは、1分につき27円、1480円を上限に1日間、で国外も利用可能であった。2016年8月から24時間980円で利用可能な「世界データ定額」を開始する。
au Wi-Fi SPOTは2.4ギガヘルツ (GHz) 帯の他、一部を除いては5GHz帯にも対応する。

## サービススポット
KDDIの子会社であるワイヤ・アンド・ワイヤレス (SSID:au_Wi-Fi、au_Wi-Fi2、Wi2premium、Wi2premium_club、Wi2、Wi2_club、Wi-Fi_square) やUQコミュニケーションズ (SSID:UQ_Wi-Fi) が展開する公衆無線LANを利用可能である。バックボーンにUQコミュニケーションズが展開するWiMAX網やKDDIおよび電力系通信事業者各社の光回線などを利用する。Wi-Fiスポットは一部を除くauショップ、トヨタ自動車系販売店のPiPit、一部のTSUTAYA、ローソンをはじめ、カフェなどの飲食店や携帯電話売り場を持つ家電量販店、路線バスや一部の駅などで、2013年3月末時点で23万箇所ある。ごく一部にドコモショップで利用できる箇所がある。一部のスポットはSSIDが検出されるもののログインできない。京王線・京王井の頭線・小田急ロマンスカー・京成スカイライナー・成田スカイアクセスなどは車内でも利用可能で、高速バスも対応路線がある。
利用可能SSIDは機種・エリアにより異なる。
| 機種                                                            | au_Wi-Fi | au_Wi-Fi2 | Wi2premium Wi2premium_club Wi2、Wi2_club Wi-Fi_square | UQ_Wi-Fi |
| --------------------------------------------------------------- | -------- | --------- | ----------------------------------------------------- | -------- |
| au 4G LTE／5G対応機種 (Android, iOS 9以降)                      | ○        | ○         | ○                                                     | ○        |
| 一部のモバイルWi-Fiルーターや4G LTE対応PC                       | -        | ○         | -                                                     | -        |
| 3G・+WiMAX対応の機種                                            | ○        | -         | ○                                                     | ○        |
| パソコンなどau非契約端末 (Wi2 300 for auマルチデバイスサービス) | -        | -         | ○                                                     | ○        |

## 対応機種
- Android
  - バージョン1.6以上のスマートフォン・タブレットで、Google Playがインストールされていない機種は非対応である。Google Playでau Wi-Fi接続ツールがインストールできる。
- iOS (iPhone, iPad, iPod touch)
- 各種 Wi-Fi 利用可能機器（Wi2 300 for auマルチデバイスサービスにて対応）
  - パソコン・タブレット・ゲーム機など
  - dynapocket IS02(TSI01)（2012年3月1日より正式対応）
  - Windows Phone IS12T(TSI12)（2012年4月13日より正式対応）

## 利用方法
- Android
  - au Wi-Fi 接続ツールをau MarketかGoogle Playから導入し、あらかじめ設定したau IDとパスワードを初期設定の際に入力すると利用可能となる。
  - Wi2のアクセスポイントに接続された場合、Wi2でログインIDの入力を求められることがある。
- iOS
  - auで契約したiPhoneとiPadでは、auお客様サポートを開き、Wi-Fi設定のプロファイルをインストールして利用できる。iPhone 5以降はあらかじめ自動接続が可能な状態で販売されている。ソフトバンクモバイル向けiPhone・iPadや、iPod touchなどの3G/LTE非対応iOS機器はApp Storeから導入し、あらかじめ設定したau IDとパスワードを初期設定の際に入力すると利用可能となる。
- PC・Wi-Fi専用タブレット・Windows Phone (IS12T, IS02)・ゲーム機など
  - Wi2 300 for auマルチデバイスサービスに契約して利用可能。Webブラウザだけで利用可能である。

## Wi-Fi HOME SPOT

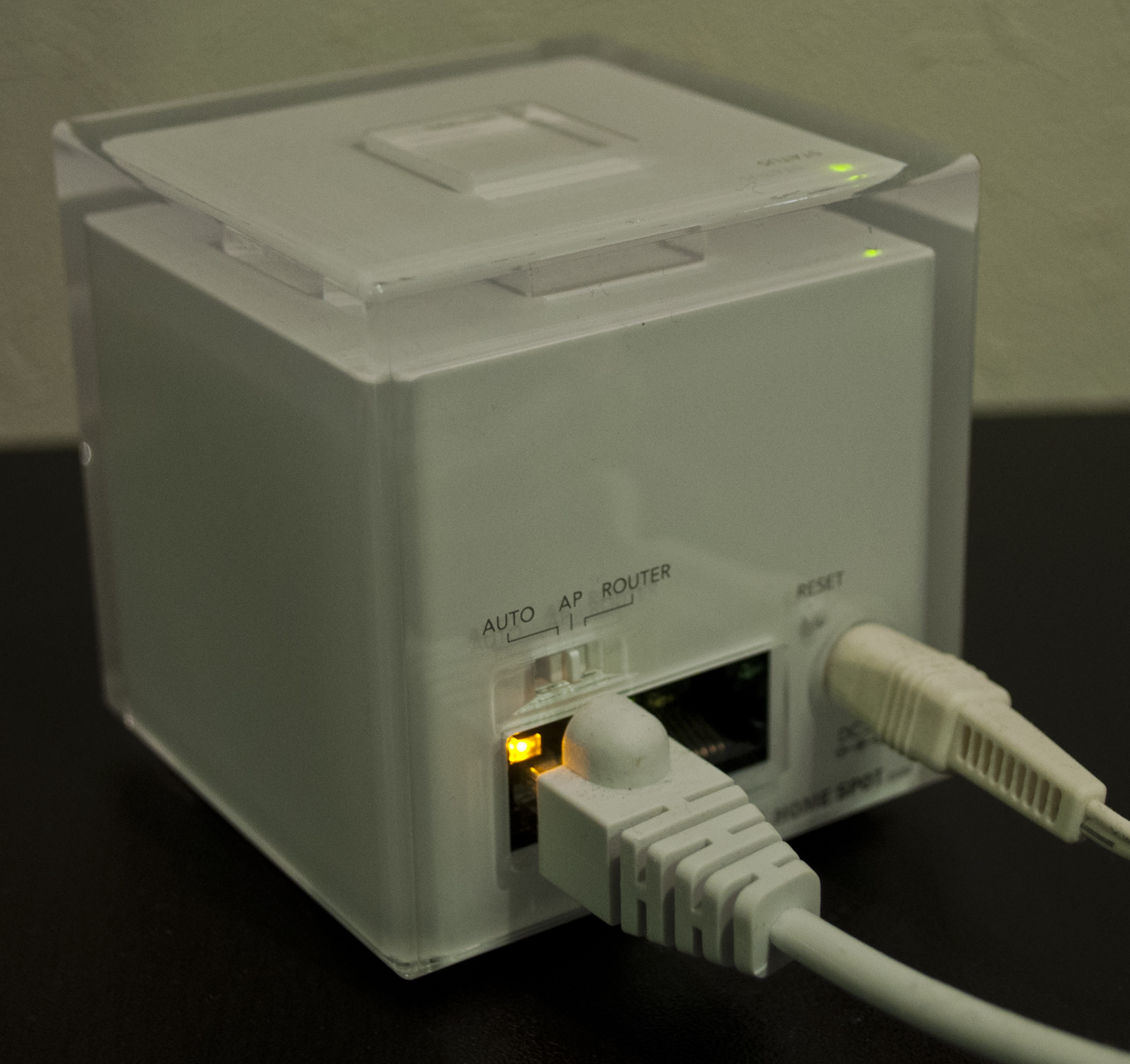
HOME SPOT CUBE（背面）

宅内でもWi-Fiが利用可能で、インターネット接続環境と専用機器（HOME SPOT CUBE (PXH11)・プラネックスコミュニケーションズ製）のレンタルが必要である。利用料金は通常月額525円だが、「ISフラット」もしくは「プランF (IS) シンプル/プランF (IS)」を契約している場合は105円で利用可能である。2012年8月末までに申し込んだ場合はさらに105円が割引されて永年無料で利用可能である。WPSに対応しており、接続は上記のau Wi-Fi 接続ツールでかんたん接続からauの項目を選択する。接続ツールを利用しない場合はSSID (auhome_xxxxxxx) とパスワードの入力する。
HOME SPOT CUBE (PXH11) は、最高通信速度は150メガビット毎秒 (Mbps)、周波数帯は2.4GHzと5GHzの無線ルーターで、auスマートフォン以外の携帯ゲーム機を含むWi-Fi対応機器も接続可能である。
Android向けのau Wi-Fi 接続ツールの最新バージョンではかんたん接続に従来のHOME SPOT CUBEを利用するものに加えて、バッファロー製とNECアクセステクニカ製のWi-Fiルーターのバーコード読み取り設定対応機種でバーコード読み取り設定にも対応するようになった。
2015年5月末にHOME SPOT CUBE (PXH11) のサポートを終了し、すでにレンタルしている利用者は無償譲渡される。
後継にHOME SPOT CUBE2は、希望小売価格7800円(税抜)で2015年4月10日発売予定である。

## au Wi-Fiアクセス
2020年9月1日から、au PAYユーザーとauスマートパスプレミアムユーザー向けに提供されている公衆Wi-Fiサービスである。au PAYとauスマートパスプレミアムはauユーザー以外も利用可能で、auユーザー以外にもau Wi-Fi SPOTが解放された。利用料金は無料でauスマートパスプレミアムユーザーはVPN機能に対応した「セキュリティモード」を利用可能で、パソコンやゲーム機の利用も対応している。